# Il meraviglioso mondo di Topolino
Il meraviglioso mondo di Topolino (The Wonderful World of Mickey Mouse) è una serie animata del 2020 prodotta dalla Disney Television Animation e pubblicata su Disney+.
La serie è una continuazione della serie animata Topolino, vincitrice di un Premio Emmy, utilizza lo stesso stile e ha molti membri dello stesso cast e della stessa troupe, con l'eccezione della defunta Russi Taylor nei panni di Minni, che è stata sostituita da Kaitlyn Robrock. La serie è stata annunciata per la prima volta il 14 settembre 2020 e ha debuttato il 18 novembre 2020, in coincidenza con il 92º compleanno di Topolino.

## Doppiatori
- Topolino, doppiato in originale da Chris Diamantopoulos e in italiano da Alessandro Quarta.
- Minni, doppiata in originale da Kaitlyn Robrock e in italiano da Paola Valentini.
- Paperino, doppiato in originale da Tony Anselmo e in italiano da Luca Eliani.
- Pippo e Pluto, doppiati in originale da Bill Farmer e in italiano rispettivamente da Roberto Pedicini e da Leslie La Penna.
- Paperina, doppiata in originale da Tress MacNeille e in italiano da Laura Lenghi.
- Pietro Gambadilegno, doppiato in originale da Jim Cummings e in italiano da Angelo Nicotra (st. 1) e da Paolo Marchese (st. 2).
- Pico De Paperis, doppiato in originale da Corey Burton e in italiano da Gerolamo Alchieri.

## Episodi

### Stagione 1 (2020-2021)
| nº | Titolo originale        | Titolo italiano                | Pubblicazione    |
| -- | ----------------------- | ------------------------------ | ---------------- |
| 1  | Cheese Wranglers        | Il mandriano di formaggi       | 18 novembre 2020 |
| 2  | House Of Tomorrow       | La casa di domani              | 18 novembre 2020 |
| 3  | Hard to Swallow         | Difficile da mandar giù        | 27 novembre 2020 |
| 4  | School of Fish          | Scuola di pesci                | 27 novembre 2020 |
| 5  | Keep on Rollin          | Una serata di musica disco     | 4 dicembre 2020  |
| 6  | The Big Good Wolf       | Il grande lupo buono           | 4 dicembre 2020  |
| 7  | The Brave Little Squire | Il piccolo scudiero coraggioso | 11 dicembre 2020 |
| 8  | An Ordinary Date        | Il solito appuntamento         | 11 dicembre 2020 |
| 9  | Supermarket Scramble    | Avventura al supermercato      | 18 dicembre 2020 |
| 10 | Just the Four of Us     | Solo per noi quattro           | 18 dicembre 2020 |
| 11 | Houseghosts             | Fantasmi domestici             | 28 luglio 2021   |
| 12 | The Enchanting Hut      | Un rifugio incantevole         | 28 luglio 2021   |
| 13 | Duet for Two            | Un duetto per due              | 4 agosto 2021    |
| 14 | Birdwatching            | Birdwatching                   | 4 agosto 2021    |
| 15 | Bellboys                | Facchini                       | 11 agosto 2021   |
| 16 | I Heart Mickey          | Ti dono il mio cuore           | 11 agosto 2021   |
| 17 | Untold Treasures        | Caccia al tesoro               | 18 agosto 2021   |
| 18 | Disappearing Act        | Trucchi di magia               | 18 agosto 2021   |
| 19 | Once Upon an Apple      | C'era una volta una mela       | 25 agosto 2021   |
| 20 | Game Night              | Serata giochi                  | 25 agosto 2021   |

### Stagione 2 (2022)
| nº | Titolo originale                     | Titolo italiano                       | Pubblicazione    |
| -- | ------------------------------------ | ------------------------------------- | ---------------- |
| 1  | The Wonderful Winter of Mickey Mouse | Il meraviglioso inverno di Topolino   | 18 febbraio 2022 |
| 2  | The Wonderful Spring of Mickey Mouse | La meravigliosa primavera di Topolino | 25 marzo 2022    |
| 3  | The Wonderful Summer of Mickey Mouse | La meravigliosa estate di Topolino    | 8 luglio 2022    |
| 4  | The Wonderful Autumn of Mickey Mouse | Il meraviglioso autunno di Topolino   | 18 novembre 2022 |

### Cortometraggio (2023)
| nº | Titolo originale | Titolo italiano | Pubblicazione  |
| -- | ---------------- | --------------- | -------------- |
| 1  | Steamboat Silly  | Steamboat Silly | 28 luglio 2023 |

## Colonna sonora
Come nella serie animata precedente, la musica è stata composta da Christopher Willis. Il 13 novembre 2020 due canzoni della serie co-scritte da Willis (Donald's Conga Song da Avventura al supermercato e The Wrangler's Code da Il mandriano di formaggi) sono state pubblicate sui servizi di streaming.